# Schi acrobatic la Jocurile Olimpice de iarnă din 2022 - schi half-pipe (masculin)
Proba de schi acrobatic, schi half-pipe masculin de la Jocurile Olimpice de iarnă din 2022 de la Beijing, China a avut loc pe 17 și 19 februarie 2022 la Genting Snow Park.

## Program
Orele sunt orele Chinei (ora României + 6 ore).
| Dată         | Ora                              | Rundă                                        |
| ------------ | -------------------------------- | -------------------------------------------- |
| 17 februarie | 12:30–13:19 13:21–14:10          | Calificări cursa 1 Calificări cursa 2        |
| 19 februarie | 9:30–9:55 9:57–10:22 10:24–10:49 | Finala cursa 1 Finala cursa 2 Finala cursa 3 |

## Calificări
C — Calificare în finală
Primii 12 sportivi s-au calificat în finală.
| Loc | Nr. de concurs | Ordine | Nume              | Țară                       | Manșa 1 | Manșa 2 | Cel mai bun rezultat | Note |
| --- | -------------- | ------ | ----------------- | -------------------------- | ------- | ------- | -------------------- | ---- |
| 1   | 1              | 2      | Aaron Blunck      | Statele Unite ale Americii | 26,25   | 92,00   | 92,00                | C    |
| 2   | 2              | 4      | Nico Porteous     | Noua Zeelandă              | 75,50   | 90,50   | 90,50                | C    |
| 3   | 6              | 19     | Birk Irving       | Statele Unite ale Americii | 83,25   | 89,75   | 89,75                | C    |
| 4   | 8              | 23     | David Wise        | Statele Unite ale Americii | 88,75   | 89,00   | 89,00                | C    |
| 5   | 4              | 3      | Brendan Mackay    | Canada                     | 87,25   | 85,00   | 87,25                | C    |
| 6   | 5              | 1      | Noah Bowman       | Canada                     | 78,25   | 85,50   | 85,50                | C    |
| 7   | 3              | 5      | Alex Ferreira     | Statele Unite ale Americii | 84,25   | 69,50   | 84,25                | C    |
| 8   | 7              | 16     | Simon d'Artois    | Canada                     | 82,50   | 68,25   | 82,50                | C    |
| 9   | 12             | 12     | Miguel Porteous   | Noua Zeelandă              | 81,00   | 31,75   | 81,00                | C    |
| 10  | 10             | 7      | Kevin Rolland     | Franța                     | 65,25   | 75,25   | 75,25                | C    |
| 11  | 15             | 15     | Robin Briguet     | Elveția                    | 72,25   | 3,00    | 72,25                | C    |
| 12  | 9              | 6      | Gus Kenworthy     | Marea Britanie             | 8,50    | 70,75   | 70,75                | C    |
| 13  | 13             | 14     | Ben Harrington    | Noua Zeelandă              | 69,25   | 23,50   | 69,25                |      |
| 14  | 17             | 22     | Mao Bingqiang     | China                      | 62,75   | 66,25   | 66,25                |      |
| 15  | 16             | 9      | Rafael Kreienbühl | Elveția                    | 60,50   | 4,00    | 60,50                |      |
| 16  | 22             | 20     | Lee Seung-hoon    | Coreea de Sud              | 49,75   | 56,75   | 56,75                |      |
| 17  | 20             | 10     | Marco Ladner      | Austria                    | 53,50   | 6,50    | 53,50                |      |
| 18  | 21             | 11     | Sun Jingbo        | China                      | 4,25    | 48,75   | 48,75                |      |
| 19  | 18             | 21     | Gustav Legnavsky  | Noua Zeelandă              | 48,25   | 40,75   | 48,25                |      |
| 20  | 23             | 8      | Brendan Newby     | Irlanda                    | 10,75   | 47,00   | 47,00                |      |
| 21  | 19             | 13     | He Binghan        | China                      | 45.00   | 17,75   | 45,00                |      |
| 22  | 24             | 17     | Wang Haizhuo      | China                      | 37.00   | 9,25    | 37,00                |      |
| 23  | 14             | 18     | Jon Sallinen      | Finlanda                   | 18,00   | 18,50   | 18,50                |      |

## Finala
| Loc | Nr. de concurs | Ordine | Nume            | Țară                       | Manșa 1 | Manșa 2 | Manșa 3 | Cel mai bun rezultat |
| --- | -------------- | ------ | --------------- | -------------------------- | ------- | ------- | ------- | -------------------- |
| 1   | 2              | 11     | Nico Porteous   | Noua Zeelandă              | 93,00   | 30,75   | 9,25    | 93,00                |
| 2   | 8              | 9      | David Wise      | Statele Unite ale Americii | 90,75   | 7,75    | 40,00   | 90,75                |
| 3   | 3              | 6      | Alex Ferreira   | Statele Unite ale Americii | 86,75   | 83,75   | 67,75   | 86,75                |
| 4   | 5              | 7      | Noah Bowman     | Canada                     | 84,25   | 84,75   | 21,25   | 84,75                |
| 5   | 6              | 10     | Birk Irving     | Statele Unite ale Americii | 80,00   | 32,50   | 48,00   | 80,00                |
| 6   | 10             | 3      | Kevin Rolland   | Franța                     | 54,75   | 77,25   | 79,25   | 79,25                |
| 7   | 1              | 12     | Aaron Blunck    | Statele Unite ale Americii | 70,25   | 78,25   | 13,50   | 78,25                |
| 8   | 9              | 1      | Gus Kenworthy   | Marea Britanie             | 17,50   | 3,75    | 71,25   | 71,25                |
| 9   | 4              | 8      | Brendan Mackay  | Canada                     | 4,00    | 65,50   | 27,00   | 65,50                |
| 10  | 7              | 5      | Simon d'Artois  | Canada                     | 7,25    | 7,00    | 63,75   | 63,75                |
| 11  | 12             | 4      | Miguel Porteous | Noua Zeelandă              | 63,50   | 4,25    | 30,50   | 63,50                |
| 12  | 15             | 2      | Robin Briguet   | Elveția                    | 21,75   | 6,75    | 3,00    | 21,75                |